# جو کندریک
جو کندریک (انگلیسی: Joe Kendrick؛ ۲۶ ژوئن ۱۹۰۵ – ۲۷ اکتبر ۱۹۶۵) بازیکن فوتبال اهل جمهوری ایرلند بود.
از باشگاه‌هایی که در آن بازی کرده‌است می‌توان به باشگاه فوتبال اورتون اشاره کرد.
وی همچنین در تیم ملی فوتبال جمهوری ایرلند بازی کرده‌است.